# Heinz Krekeler

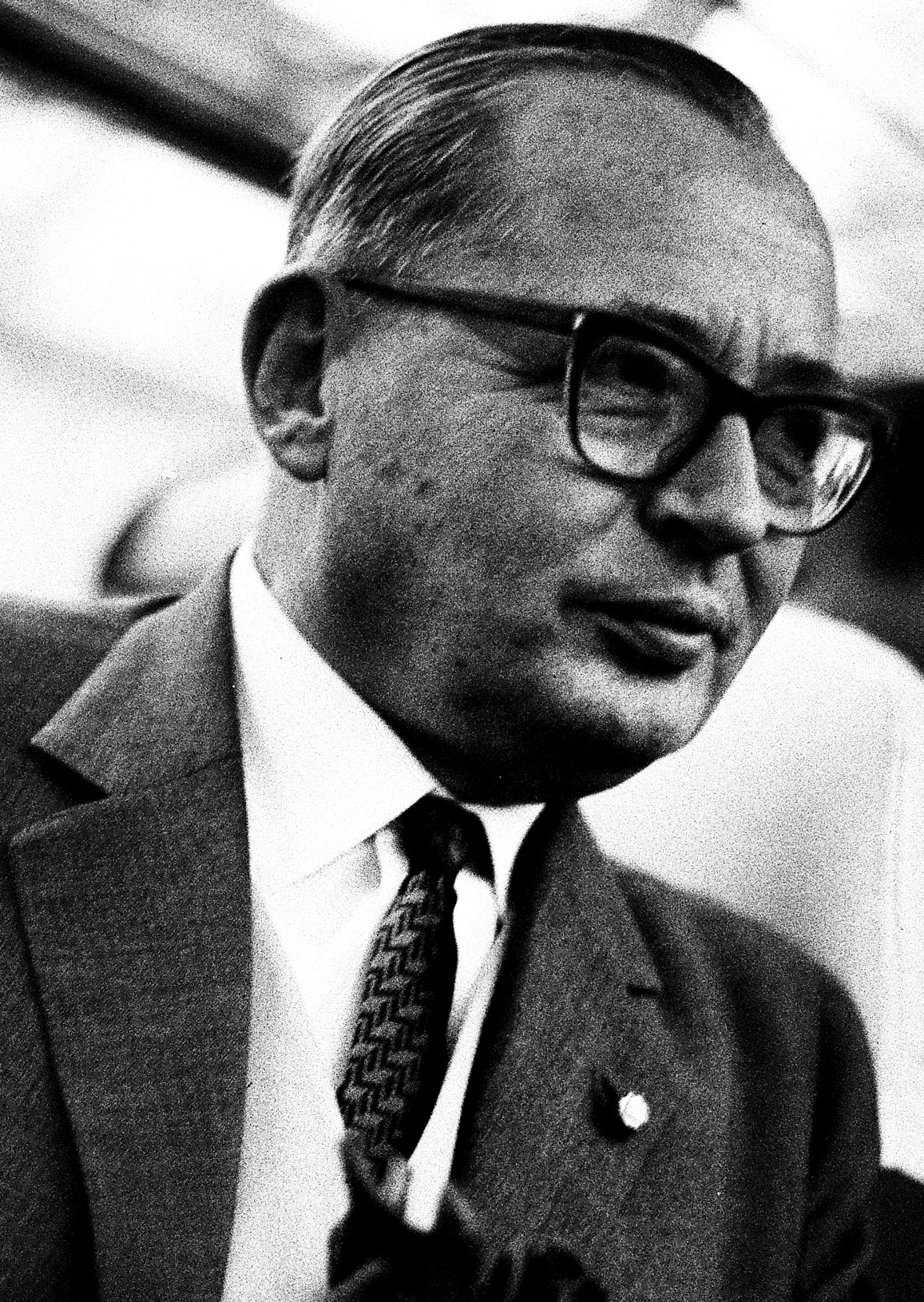
Heinz Krekeler (1963)

Heinz Ludwig Hermann Krekeler (* 20. Juli 1906 in Bottrop; † 5. August 2003 in Bad Salzuflen) war ein deutscher Physikochemiker, Politiker (FDP) und Botschafter.

## Leben
Heinz Krekeler ist der Sohn von Heinrich Krekeler (* 1875 in Höxter; † 1945 in Bielefeld), Rechtsanwalt und Notar in Bielefeld.
Nach Abschluss der Volksschule und des Realgymnasiums folgte ein Studium der Chemie an den Universitäten Freiburg, München, Göttingen und Berlin. 1930 wurde er zum Dr. phil. promoviert.

## Wirken

### Frühe Karriere
Krekeler begann seine Karriere als Chemiker in Berlin und war von 1934 bis 1945 Mitarbeiter der I.G.-Farbenindustrie, Werk Ludwigshafen-Oppau.
Am 4. Dezember 1931 beantragte er ein US-Patent (1,863,661) zur Herstellung von Fluor durch das sogenannte Fluor-Elektrolyse-Verfahren. Diesem Antrag wurde am 21. Juni 1932 stattgegeben.
Ab 1945 war er Mitinhaber der Eilers und Schünemann Verlagsgesellschaft mbh in Bremen. Als Mitgründer und Mitglied der FDP half er beim Aufbau eines Kreisverbandes in Schötmar.

### Politische Arbeit
Heinz Krekeler führte zusammen mit dem Zeitungsverleger Max Staercke aus Detmold die bestehenden beiden Kreisverbände zusammen und gründete am 6. September 1946 die Landesgruppe Lippe der FDP. Nach der Eingliederung des Landes Lippe in das Bundesland Nordrhein-Westfalen am 21. Januar 1947 wurden unter seinem Vorsitz die beiden Landesgruppen Raum Minden und Lippe zusammengeführt.
Er war ehrenamtlicher Beauftragter der Wirtschaftsverwaltungen der französischen Besatzungszone im Wirtschaftsministerium in Koblenz und des Staatssekretariats für Wirtschaft in Freiburg im Breisgau sowie des Staatssekretariats für Wirtschaft in Tübingen (US-amerikanische Besatzungszone).
Von 1946 bis 1947 war er Mitglied des Landtages von Lippe und 1946 auch Mitglied des Provinzialrates Westfalen, vom 20. April 1947 bis 17. Juni 1950 Abgeordneter des ersten Landtags von Nordrhein-Westfalen. Krekeler zog über die Landesliste (Position 5) der FDP in den Landtag ein und wurde stellvertretender Vorsitzender des FDP-Landesverbandes Nordrhein-Westfalen und Mitglied der Liberalen Weltunion.
Von 1950 bis 1951 war er deutscher Generalkonsul in New York, USA. Von 1951 bis 1953 Geschäftsträger der Deutschen Vertretung in den USA; von Juli 1953 bis 1958 erster Botschafter der Bundesrepublik Deutschland in den USA. Von 1958 bis Februar 1964 war er Mitglied der EURATOM-Kommission der Europäischen Gemeinschaft (EG) in Brüssel, danach Lehrbeauftragter für diplomatische und internationale Beziehungen an der Rechts- und Staatswissenschaftlichen Fakultät der Westfälischen Wilhelms-Universität in Münster und an der Hochschule für Politische Wissenschaften in München.
Heinz Krekeler verstarb am 5. August 2003 in Bad Salzuflen.

### Nachlass
Unter dem Dach der Max-Planck-Gesellschaft hinterließ er die Heinz L. Krekeler Stiftung, um die Bedingungen erforschen zu lassen, die ein friedliches Zusammenleben der Völker gewährleisten.

## Ehrungen
Krekeler zu Ehren stiftete die FDP Lippe einen Bürgerpreis mit der Dr.-Dr.-hc.-Heinz-Krekeler-Medaille und einem Preisgeld in Höhe von 300 Euro.
- 1953: Großes Verdienstkreuz mit Stern der Bundesrepublik Deutschland
- 1971: Großes Verdienstkreuz mit Stern und Schulterband der Bundesrepublik Deutschland

## Werke
- Heinz Ludwig Krekeler: Deutschlands Vertretung im Ausland. Isar-Verlag, 1952.
- Heinz Ludwig Krekeler: Die Diplomatie. Olzog-Verlag, 1965.
- Heinz Ludwig Krekeler: Die Außenpolitik: Eine Einführung in die Grundlagen der internationalen Außenpolitik. Olzog-Verlag, 1967.